# Yo! Co Ross
Yo! Co Ross, auch Yoco Ross, ist eine philippinische Rapperin und Sängerin, die in einem katholischen Mädchenheim in Manila aufwuchs. 

## Hintergrund
Bevor sie mit elf Jahren zu ihrem Vater nach Los Angeles zog, lernte sie Klavier, Gitarre, Keyboard und Schlagzeug. In der neuen Heimat wurde sie Mitglied einer Streetgang und entdeckte den Rap für sich.
Mit 15 Jahren zog Ross nach München, wo ihre Mutter lebte. In Deutschland bekam die Musikerin, die sich in den Bereichen Hip-Hop, Reggae und Soul engagierte, einen Vertrag bei Columbia Records. Chris Craft alias Christian Leibl produzierte die Debütsingle Miss Me, die es im September 1994 auf Platz 84 der deutschen Singlecharts schaffte. Mit All That verfehlte Yo! Co Ross zwei Jahre später eine Hitparadenposition. Weitere Veröffentlichungen blieben aus.

## Diskografie
Singles
- 1995: Miss Me (Columbia Records)
- 1997: All That (Columbia Records)